# Do-Re-Mi (Rodgers e Hammerstein)
Do-Re-Mi è una canzone tratta dal musical del 1959 di Rodgers e Hammerstein, Tutti insieme appassionatamente.
Nella storia, viene utilizzata da Maria (che nella prima assoluta era Mary Martin), la protagonista del musical, per insegnare le note della scala musicale ai bambini della famiglia von Trapp, che imparano a cantare per la prima volta, poiché il padre proibì ogni frivolezza dopo la morte della loro madre. La canzone ha la particolarità di far intonare ogni sillaba del testo, uguale alla nota musicale, con la relativa intonazione della nota.
Nella versione teatrale, Maria canta la canzone del soggiorno della casa del Capitano von Trapp, subito dopo essersi presentata ai bambini. Comunque, quando Ernest Lehman realizzò l'adattamento della sceneggiatura per l'omonimo film del 1965, spostò la canzone in un momento successivi della storia: nel film, Maria ed i bambini cantano questa canzone in una sequenza che li ritrae prima su un prato montano e poi mentre vagano allegramente per Salisburgo.
Il brano divenne subito molto popolare ed è oggi una delle prime canzoni che vengono insegnate ai bambini, sia nella forma cantata che eseguita su semplici strumenti musicali. Ciò è, tra l'altro, possibile in quanto la melodia è molto semplice e basata sulle otto note della scala di Do maggiore per cui venne originariamente scritta nella versione teatrale di The Sound of Music. Comunque, nella versione cinematografica venne trasposta a Si bemolle per minimizzare la transizione fra suono e testo.

## Gli abbinamenti

### Inglese
- Do diventa «Doe: a deer, a female deer», la femmina del cervo
- Re diventa «Ray: a drop of golden sun», il raggio di luce
- Mi diventa «Me: a name I call myself», il pronome personale "me"
- Fa diventa «Far: a long long way to run», una distanza lontana
- Sol diventa «Sew: a needle pulling thread», il cucire
- La è indicata come «La: a note to follow So» poiché non c'è un omofono corrispondente
- Ti diventa «Tea: a drink with jam and bread», il tè

### Italiano
- Do diventa «Do: se do qualcosa a te»
- Re diventa «Re: è il re che c'era un dì»
- Mi diventa «Mi: è il "mi" per dire "a me"»
- Fa è indicata come «Fa: la nota dopo il Mi»
- Sol diventa «Sol: è il sole in fronte a me»
- La diventa «La: se proprio non è qua»
- Si diventa «Si: se non ti dico no»

«e poi si torna al Do»

## Precedenti musicali
Opere che prestassero in sequenza le note della scala musicale non erano una novità nel panorama musicale precedente, come ad esempio il brano strumentale Ut Re Mi Fa Sol La tratto dal Fitzwilliam Virginal Book.
A causa dello scopo didattico che la canzone ha nella trama del musical, non è sorprendente che la musica di Rodgers per Do-Re-Mi riporti una progressione armonica per realizzare una chiara esposizione delle sillabe. Una di queste progressioni, iniziante con la parola «Sew: a needle pulling thread» ha un significato molto simile, pur se casuale, al passaggio composto quasi un secolo prima dal compositore russo César Cui in un duetto della sua opera Il prigioniero del Caucaso: